# Mőcsényi Mihály
Mőcsényi Mihály (Mőcsény, 1919. november 9. – Balatongyörök, 2017. szeptember 14.) Kossuth-, Széchenyi- és Sir Geoffrey Jellicoe-díjas magyar kertészmérnök, tájépítész, egyetemi tanár, a tájrendezés magyarországi oktatásának megalapozója, az önálló Tájépítészeti Kar létrehozója. 1991 és 1993 között a Kertészeti Egyetem rektora volt.
Sokoldalú felkészültségével, a szakágak harmóniája (az interdiszciplinaritás) szorgalmazásával, anyanyelvi szintű német és felsőfokú angol nyelvtudásával vált a tájépítészet nemzetközileg elismert tudósává. A nemzetközi kertészeti kiállításokon több díjat nyert „magyar kert” interpretációival. Ő dolgozta ki többek között a budapesti Feneketlen-tó kertépítészeti tervét is. 1976–1986 között a Tájépítészek Nemzetközi Szövetsége (IFLA) alelnöke, majd 1986 és 1990 között elnöke, e tisztségében a világkongresszusok szervezője, vezetője, előadója volt.

## Életrajza
Tolna vármegyében, egy Bonyhádhoz közeli kis faluban, Mőcsényben született frank földbirtokos családban 1919-ben. Német anyanyelvű apja az első világháborút követően vitézi címet kapott, aki mindenekelőtt mégis hű maradt Magyarországhoz, és így az antifasiszta Hűséggel a Hazához mozgalom tagja is lett. A szervezethez később fia is csatlakozott. Mindezekért a családot rengeteg atrocitás érte, „fajtagadónak” bélyegezték őket, amiért minden eszközzel az akkori Magyarország fasizálódása, a hitleri Németország oldalára sodródása ellen emeltek hangot. Kilátásba helyezték többek között birtokaik elvételét és Ukrajnába deportálásukat is.
Mőcsényi Mihály sikeres bonyhádi érettségi után a budapesti Kertészeti Akadémián (ma Szent István Egyetem – Tájépítészeti és Településtervezési Kar) szerzett kertészmérnöki oklevelet, amit később folyamatos önképzés eredményeként közgazdász, agrármérnök, építészmérnök és művészettörténész diplomákkal egészített ki.
A Kertészeti Akadémián végzett tanulmányai közben készített kerttervei megtetszettek Ormos Imre tanszékvezetőnek, aki akkor még fakultációban oktatta a kertészmérnök képzésen belül a kerttervezést. Ormos 1941-ben meghívta majdani tanársegédének Mőcsényit „arra az esetre, ha túléljük ezt a háborút”. Ez a meghívás ösztönözte a katonának behívott Mőcsényit arra, hogy Kolozsvárott beiratkozzon az ökonómia szakra (Nebbien Henrik példáját követve az ökológiai és esztétikai ismeretek mellett a gazdaságtant is fontosnak érezte munkájához), és ott gazdálkodástudományi oklevelet szerezzen.
Közgazdasági tanulmányait besorozott katonaként Erdély részleges visszacsatolása idején, a kolozsvári egyetemen kezdte meg, ahonnan az „utolsó vonattal” került haza. Magyar Hadsereg kiugrási kísérleteinek részeseként 1944 őszén önkéntes küldetésben Csehország területén partizán hadműveletekben vett részt. Többek között részese volt a rajovi incidensnek, ahol magyar katonák és cseh partizánok védték meg a polgári lakosságot az SS kegyetlenkedéseitől és a fegyveres harcok során több magyar katona elesett. A háború után lassan kialakuló Rákosi-diktatúrában családját kuláklistára tették, vagyonától és földjeitől fokozatosan megfosztották. Végül sváb (valójában frank) származásukra hivatkozva kitelepítették és rendőri megfigyelés alá helyezték őket.
A háború után Ormos Imre védőszárnyai alatt a Rákosi-éra megpróbáltatásai ellenére is sikerült folytatnia tanulmányait, miközben tanársegédként megkezdte a tájrendezés oktatásának megszervezését. Először a József Nádor Műszaki és Gazdaságtudományi Egyetem Közgazdaságtudományi Karára iratkozott be, hogy folytassa ökonómiai tanulmányait. Ormos unszolására elvégezte az ELTE művészettörténész szakát is, később városépítési-városgazdálkodási szakmérnöki oklevelet szerzett a Budapesti Műszaki Egyetemen.
1969-ben nevezték ki a Kertépítészeti Tanszék élére, majd 1970-ben egyetemi tanárrá. 1971-től a kertépítészeti szak vezetője volt. Egyetemi munkássága alatt két doktorátust szerzett (1958, 1968), kandidált (1962), majd az agrártudományokból megvédte nagydoktori disszertációját (1993).

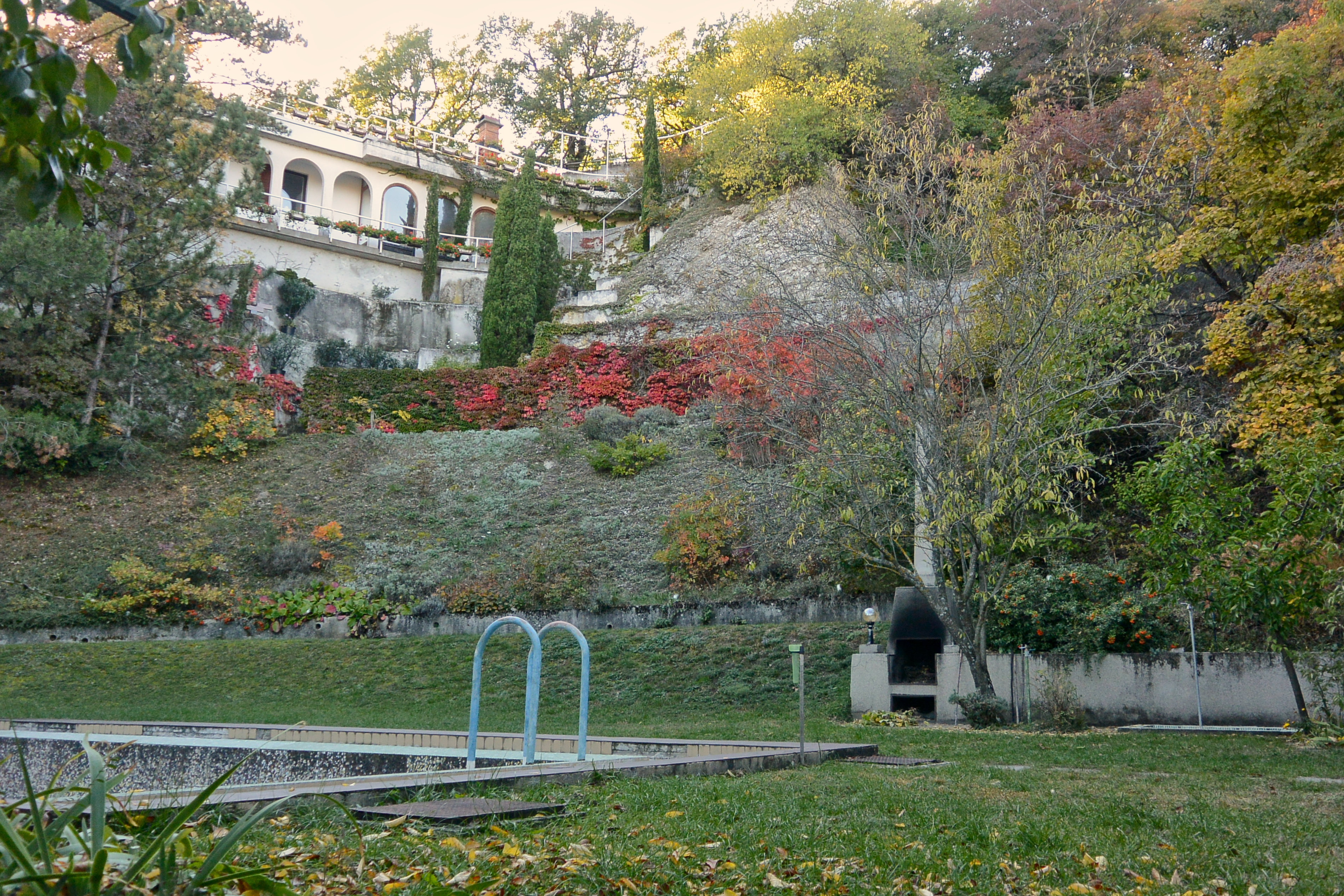
Az elhagyott kőbányából kialakított balatongyöröki nyaraló

Munkahelye mindvégig a Kertészeti Egyetem (később Kertészeti- és Élelmiszeripari Egyetem, majd Szent István Egyetem Budai Campus, később Budapesti Corvinus Egyetem Budai Campus, végül újra Szent István Egyetem) maradt, ahol adjunktus, docens, tanszékvezető egyetemi tanár, táj- és kertépítészeti szakvezető, végül rektor (1991–93) volt. Szókimondó, megalkuvást nem ismerő jelleme, az építésügyet és a szocialista tervgazdaságot, ezen belül is az agrárgazdaságot és annak sajátos melléktermékét, a „meliorációt” is bíráló rendszerkritikája miatt folyamatosan támadták, és ezért az 1980-as végére teljesen vissza kellett vonulnia a tanszéki munkától. Ezután idejét teljesen kutatásainak és nemzetközi kapcsolatainak, valamint az általa csak „bányarekultiváció”-ként aposztrofált balatongyöröki nyaralójának szentelte. (A 25 év alatt legkedvesebb diákjaival és családjával felépített nyaralót egy régi murvabánya udvarából alakította át a legszebb balatoni panorámájú édenkertté, „kreatív tájjá”.)
Az 1948-ban az angliai Cambridge-ben (Jesus College) alapított Tájépítészek Nemzetközi Szövetsége, az IFLA (International Federation of Landscape Architects) 1986-ban első magyarként választotta elnökévé. Ezt a posztot 1990-ig töltötte be. Mindez az akkor még a Szovjetunió vonzáskörzetébe (szocialista blokk) tartozó Magyarországon nem kis fegyverténynek számított és bizonyos védettséget is biztosított az egyetemi pozícióiból „eltávolított” professzornak. Rehabilitációja a rendszerváltás miatt nem váratott sokáig: 1991 és 1993 között az Egyetemi Tanács rektorává választotta. Rektorként legfőbb törekvései közé tartozott az önálló Táj- és Kertépítészeti Kar (ma Tájépítészeti Kar) létrehozása, valamint az egyetemi integrációban a Budapesti Műszaki Egyetem felé nyitás. (Ez utóbbit a rektori székben őt követők meghiúsították: a Kertészeti és Élelmiszeripari Egyetem végül a Gödöllői Agrártudományi Egyetemmel egyesült Szent István Egyetem néven. Más kérdés, hogy e frigy nem tartott sokáig, a Campus később a Corvinus Egyetembe integrálódott át.)
A rektori évei után is aktív kutató tevékenységet folytató professzor oktatóként (a diákok felkérésére) sokáig fakultációs órákat tartott. Publikálta az Esterházy 'Fényes' Miklós által létrehozott barokk műegyüttesről kutatásának eredményeit (levéltári és falfeltáró kutatásaival arra – a művészettörténészek által máig vitatott – eredményre jutott, hogy a műegyüttes tervezője Jakoby lehetett). Jelenleg is intenzíven foglalkozik egyrészt a szakma magyarországi gyökereinek kutatásával, másrészt a globális klímaváltozás és a „szén-dioxid fantom” táji összefüggéseinek feltárásával.
2017. szeptember 14-én, balatongyöröki nyaralójában hunyt el, 98. életévében.

## Munkássága
Tanársegédként, majd tanárként az oktatás mellett gyakorlati tapasztalatokat is szerzett: Ormos Imre nemzetközi kapcsolatait felhasználva például Svájcban dolgozott kertépítészként, több magyarországi kertet és parkot tervezett, illetve volt azok átalakításának művezetője.
Kutató és tervező tevékenysége mellett folyamatosan korszerűsítette, fejlesztette a tantervet és a tananyagot. Hazai előzmények nélkül állította össze a tájrendezés tantárgy komplex tananyagát; ő e diszciplína első hazai művelője. Ő dolgozta ki és oktatta először a tereprendezés tantárgyat, vezette be a városépítészet, a regionális tervezés, majd a területfejlesztés tantárgyat is. A kert- és tájépítész szak kialakulásának időszakában (a '70-es években) folyamatosan reformálta a szaktárgy tantervét.
Az ekkorra már kiterjedt nemzetközi szakmai kapcsolatait a táj- és kertépítész hallgatók külföldre, egyebek között a nyugati országokba kijuttatására is felhasználta, ami akkoriban nem volt egyszerű feladat. A nemzetközi kertépítész kiállításokon szerzett sikereit, és szakmai elismertségét felhasználva megszervezte, hogy a táj- és kertépítész szakos hallgatók nyári gyakorlatukat a bécsi WIG 78 építésterületén vagy berlini parkokban, faiskolákban tölthessék, és a nyelvgyakorlás mellett megismerjék a legkorszerűbb technológiákat, anyagokat, szerkezeteket, de mindenekelőtt a környezet minőségét, a kertépítészet és a tájrendezés európai színvonalát.
A 70-es évek végén a tantárgy korszerűsítésének csúcsaként (a bolognai folyamatot jóval megelőzve) kidolgozta az ún. kétlépcsős képzés tantervét, amely 3 év után kertépítő-tervező végzettségű kimenetet biztosított volna, majd újabb 2 év tanulmányaival a tájépítész oklevél megszerzésére adott volna lehetőséget. Ezzel megnyílhatott volna az út az első, 3 éves képzésre több hallgató felvételével és a második (ma így mondanánk MSC) szakaszban a legfelkészültebb hallgatókkal az intenzív műhelymunkára. Javaslatait az akkori Egyetemi Tanács nem támogatta: fokozatosan elszigetelődött a „hivatalos irányvonaltól”, és ez egy idő után ellehetetlenítette munkáját. Ezért a tanszékvezetéstől visszavonult, hogy a kutatásnak és a nemzetközi kapcsolatok építésének szentelte az idejét.
A rendszerváltás utáni rehabilitációja után rektorként önálló karrá szervezte a tájépítészet magyar oktatását. Nagydoktori disszertációja után az MTA rendes tagjává, a mezőgazdasági tudományok doktorává avatták. Számos magas rangú politikai vezető (környezetvédelmi miniszterek, földművelésügyi miniszterek) szakmai tanácsadójaként, saját egyetemén professor emeritusként ténykedett.
2016-ban szakértőként vett részt a Liget projektben, a Városliget parkjának megújítását szolgáló tájépítészeti pályázat megfogalmazásában, kiírásában és társelnökként annak elbírálásban is. Ezt követően, 2020-ban, amikor a parkban található kis botanikus kert rehabilitációja elkészült, a professzor tiszteletére Mőcsényi Mihály botanikus kertnek nevezték el.
Számtalan tanulmány és szakkönyv szerzője. Többek között a táj fogalmának újszerű megközelítése (Mőcsényi-féle tájfogalom), az állományklíma szerepe (az ökológiai kiegyenlítő felületek), valamint a biológiailag aktív város kutatását is megalapozta. Több mint 30 évig kutatta Eszterháza barokk tájegyüttesét; ennek eredményeit az Eszterháza feketén-fehéren című könyvében (1998) összegezte.

## Főbb művei
- Ormos Imre–Mőcsényi Mihály: Kertépítéstan; Mezőgazdasági, Budapest, 1958 (Mezőgazdasági technikumok tankönyvei)
- Kertészeti alapismeretek; szerk. Elek László, Mőcsényi Mihály; Mezőgazdasági, Budapest, 1963
- Földmérés és kultúrtechnika; s.n., Budapest, 1969
- Földmérés; s.n., Kecskemét, 1972
- Ember és táj; DATE MVKFK, Szarvas, 1999 (Agrártörténeti füzetek)
- Eszterháza fehéren-feketén, Jász Nyomda és Kiadó Kft, (1998),  (a katalógusokban formailag hibás ISBN-nel szerepel) ISBN 963 03 6764, ISBN 978-963-12-5976-6 2015-ös kiadás
- Környezetünk és védelme 1., Debreceni Agrártudományi Egyetem (1999), ISBN 9637177914
- Királyi és hercegi kertek Magyarországon, társszerzők: Alföldy Gábor – M. Szilágyi Kinga, Mágus Design Stúdió Kft, (2001), ISBN 963827865X, magyar-angol-német nyelven
- Eszterháza korszakai; EKKF, Fertőd, 2016 (Studiorum Esterházyensis)

## Televíziós interjúk
- Visszatérés Gaiához, MTV, (1993), (riporter: Csisztu Zsuzsa), 75 éves jubileuma alkalmából készített két részes portréműsor a balatongyöröki és Capri-szigeti helyszíneken.
- Mőcsényi a Zárórában, M2, (2009), (riporter: Veiszer Alinda)[6]
- Tájtitkok tudói, Duna TV, (2013), Buella Mónika és Zajti Gábor 5 részes dokumentum filmje a magyar kortárs tájépítészetről, amelynek első részében Mőcsényi professzor beszél a szakma kialakulásának történetéről

## Tagságai
- Budapesti Építész Kamara
- Magyar Tájépítészek Szövetsége
- Magyar Építőművészek Szövetsége

## Díjak
- Hild János-díj (1986)
- Ormos Imre-emlékérem (1988)
- Tessedik Sámuel-díj (2000)
- Széchenyi-díj (2000)
- Eötvös József-koszorú (2003)
- A Magyar Köztársasági Érdemrend középkeresztje /polgári fokozat/ (2009)
- Sir Geoffrey Jellicoe-díj (2012)[7][8]
- Ezüst Corvina (2012)
- Cziráky Margit-díj (2013)
- Kossuth-díj (2014)

## Emlékezete
- Az 1958–1960 között épített Ifjúsági Park átadására a Feneketlen-tó partján elhelyezett emléktáblán név szerint emlékeznek meg a tervezőről. Felirata: "IFJÚSÁGI PARK // Épült felszabadulásunk 15. évfordulójára / az üzemi dolgozók és a lakosság összefogásával. / Tervezte és a kivitelezést irányította: / DR. MÖCSÉNYI MIHÁLY"
- Születésének 100. évfordulójára, 2019. nov. 8-án avatták föl mellszobrát a  Szent István Egyetem szoborparkjában (Füleki Zsolt alkotása).[9]
- A Főkert 100 éves jubileumára hoztak létre 1967-ben egy városligeti kis botanikus kertet. A megújított parkrészt 2020. decemberében avatták föl, immáron Mőcsényi Mihály Botanikus Kert néven.[10]